# Шварц, Ханс
Ханс Шва́рц (нем. Hans Schwartz; 1 марта 1913, Германия — 31 мая 1991, Германия) — немецкий футболист, защитник. Бронзовый призёр чемпионата мира 1934 года.

## Биография

### Клубная карьера
Всю футбольную карьеру играл за «Викторию» из Гамбурга.

### Карьера в сборной
В составе сборной Германии принимал участие на чемпионате мира 1934 года, где сыграл в матче со сборной Бельгии — Германия выиграла со счётом 5:2. Всего за сборную Германии сыграл 2 матча.

### Смерть
Скончался 31 марта 1991 года в возрасте 78 лет.